# Coffeeshop
Coffeeshop er en type café i Holland som lovligt sælger cannabis til at ryge eller spise som kager. 